# Johann Konrad Orelli
Pour les articles homonymes, voir Orelli.
Johann Konrad Orelli, né en 1770 et mort en 1826, est un érudit suisse, pasteur et conseiller ecclésiastique à Zurich. Il est le cousin du philologue Johann Caspar von Orelli.

## Œuvres
Il a donné des éditions des fragments de Nicolas de Damas, grec-latin, Leipsick, 1804-11, 2 vol. in-8 ; d’Arnobe, 1816 ; du philosophe Salluste (De diis et mundo), 1821 ; les Opuscula Græcorum sententiosa, 1819-21, et une édition de Procope, qui n'a été terminée qu'après sa mort, 1828.